# Shellie Sterling
Shellie Sterling ist eine US-amerikanische Theater- und Filmschauspielerin.

## Leben
Sterling studierte an der University of Central Oklahoma in Edmond das Fach Theater. Sie schloss ihr Studium erfolgreich mit dem Bachelor of Fine Arts ab und machte von 2014 bis 2017 ihren Master of Fine Arts an der California State University, Fullerton. Dort ist sie als Dozentin tätig. Bevor sie 2013 in den Filmen Rise Up Black Man und Armee der Frankensteins als Filmschauspielerin debütierte, sammelte sie Erfahrungen in Theaterstücken und Werbespots. Während ihrer Studienzeit an der California State University pausierte sie als Filmschauspielerin, kehrte 2018 unter anderem mit einer Nebenrolle in Hornet – Beschützer der Erde und Hauptrollen im Spielfilm Triassic World und im Kurzfilm Uh-Oh, der am 10. Februar 2018 auf dem Pan African Film Festival uraufgeführt wurde, zurück. Anschließend folgten Rollen in B-Movies wie Collision Earth – Game Over und Meteor Moon. 2021 wirkte sie in einer Episode der Fernsehserie Snowfall mit und war ab demselben Jahr bis einschließlich 2022 in der Miniserie Keeping Up with the Joneses in der Rolle der Kayla Jones zu sehen. Seit 2023 stellt sie in der Fernsehserie Cocaine Sisters die Rolle der Alani Davis dar.

## Filmografie (Auswahl)
- 2013: Rise Up Black Man
- 2013: Armee der Frankensteins (Army of Frankensteins)
- 2018: Uh-Oh (Kurzfilm)
- 2018: Triassic World
- 2018: Hornet – Beschützer der Erde (Hornet)
- 2019: The Tanner (Fernsehserie, Episode 1x02)
- 2019: Sing, Cowboy, Sing (Kurzfilm)
- 2019: Weedjies: Halloweed Night
- 2020: Collision Earth – Game Over (Collision Earth)
- 2020: Christmas Together (Fernsehfilm)
- 2020: Meteor Moon
- 2021: Snowfall (Fernsehserie, Episode 4x01)
- 2021: A Party Gone Wrong (Fernsehfilm)
- 2021: Keeping Up with the Joneses (Miniserie, 3 Episoden)
- 2021: The Wrong Cheer Captain (Fernsehfilm)
- 2021–2022: Keeping Up with the Joneses (Miniserie, 7 Episoden)
- 2022: Teuflische Gesellschaft (Killer Ambition, Fernsehfilm)
- 2022: Swim Instructor Nightmare
- 2022: English Estate (Fernsehfilm)
- 2022: Mighty Ducks: Game Changer (The Mighty Ducks: Game Changers, Fernsehserie, Episode 2x10)
- 2023: Below Deck Deceit
- seit 2023: Cocaine Sisters (Fernsehserie)